# Robert Graf (acteur)
Pour les articles homonymes, voir Graf.
Robert Graf (né le 18 novembre 1923 à Witten, mort le 4 février 1966 à Munich) est un acteur allemand.

## Biographie
Après son abitur en 1942, Robert Graf fait son service militaire sur le front de l'Est. Réformé à cause d'une blessure, il travaille dans l'industrie de la défense. En 1944, Graf se rend à Munich pour étudier la philosophie, l'histoire de l'art et le théâtre.
En 1946, Graf joue sur les scènes de Straubing, Wiesbaden et Salzbourg et s'engage finalement dans le Kammerspiele de Munich. Il vient au cinéma au 1954 et à la télévision dans les années 1960, souvent sous la direction de Franz Peter Wirth et de Ludwig Cremer. En dehors d'un petit rôle de figuration dans Illusion in Moll de Rudolf Jugert en 1952, Graf fait ses débuts au cinéma en 1957 dans le rôle-titre du film d'avant-garde Jonas (de) d'Ottomar Domnick pour lequel il est nommé pour le Deutscher Filmpreis du meilleur acteur. Graf est devenu connu par un public plus large principalement par son implication dans Wir Wunderkinder (1958) de Kurt Hoffmann (dans le rôle antagoniste du sinistre opportuniste Bruno Tiches) et un an plus tard dans Les Buddenbrook d'Alfred Weidenmann (dans le rôle de Bendix Grünlich). Pour sa participation à Wir Wunderkinder, il reçoit le Deutscher Filmpreis du meilleur espoir masculin. Outre Hoffmann et Weidenmann, avec qui il tourne un autre film, Graf travaille avec d'autres réalisateurs germanophones les plus renommés de l'époque : Rolf Thiele, Gottfried Reinhardt, Robert Siodmak, Wolfgang Staudte, Michael Kehlmann. Dans le film hollywoodien La Grande Évasion de John Sturges, il joue le soldat des gardes allemands Werner, surnommé « la fouine. » Souvent, Graf joue des méchants, toujours d'une manière étrangement subtile.
Robert Graf épouse l'actrice Selma Urfer. Ils ont trois enfants, dont Dominik Graf qui, avec Michael Althen, réalisera en 1997 le documentaire Das Wispern im Berg der Dinge sur son père. En 1965, Robert Graf doit être amputé d'un pied à cause d'une maladie vasculaire, il meurt l'année suivante et est inhumé au cimetière de Bogenhausen.

## Filmographie

### Cinéma
- 1952 : Illusion in Moll
- 1957 : Jonas (de)
- 1957 : Le Médecin et l'amour (de)
- 1958 : Wir Wunderkinder
- 1959 : Und das am Montagmorgen
- 1959 : Das schöne Abenteuer (de)
- 1959 : Les Buddenbrook
- 1960 : La Femme à la fenêtre obscure (de)
- 1960 : Liebling der Götter
- 1960 : Mein Schulfreund
- 1960 : Hauptmann, deine Sterne (de)
- 1961 : Der Fälscher von London
- 1961 : Le Jeu de l'assassin (de)
- 1962 : Wenn beide schuldig werden
- 1962 : Les Années heureuses (de)
- 1963 : La Grande Évasion
- 1963 : Zwei Whisky und ein Sofa (de)
- 1964 : Frühstück mit dem Tod
- 1964 : Verdammt zur Sünde (de)
- 1964 : Vorsicht Mister Dodd (de)
- 1964 : 2 x 2 im Himmelbett (de)

### Télévision
- 1954 : Meuterei auf der Caine
- 1956 : Schmutzige Hände
- 1956 : Der schöne Gleichgültige
- 1956 : Jeanne oder Die Lerche
- 1957 : Das große ABC
- 1958 : Der Tod des Handlungsreisenden
- 1960 : Die große Wut des Philipp Hotz
- 1961 : Der Weg ist dunkel
- 1961 : Zu viele Köche
- 1961 : Sansibar
- 1961 : Unsere kleine Stadt
- 1962 : Karl III. und Anna von Österreich
- 1962 : Montserrat
- 1963 : Reisender ohne Gepäck
- 1963 : Der Schatten
- 1963 : Geliebt in Rom
- 1963 : Die zwölf Geschworenen (de)
- 1964 : Der Hund des Generals
- 1964 : Eurydike
- 1964 : Sicher ist sicher
- 1964 : Die Geschichte von Joel Brand
- 1965 : Klaus Fuchs – Geschichte eines Atomverrats
- 1965 : Der Drache
- 1965 : La Malcontenta. Begegnung in den Gärten Venedigs
- 1965 : Das Landhaus
- 1966 : Alle mal herhören, auch die, die schwerhören …!
- 1966 : Porträt eines Helden
- 1966 : Intercontinental Express (série, épisode Der Kronzeuge)